# Гай (зупинний пункт, Осиповицький район)
Гай (біл. Гай) — зупинний пункт Могильовського відділення Білоруської залізниці в Осиповицькому районі Могильовської області. Розташований за 0,9 км на північ від села Люльова; на лінії Жлобин — Осиповичі I, поміж зупинними пунктами Ясень і Дачна.